# ますおかたろう
ますおか たろう（1971年10月22日 - ）は、日本の男性声優。ラクーンドッグ所属。兵庫県出身。ラクーンドッグ声優養成所講師。旧芸名は増岡 太郎（読み同じ）。

## 略歴
勝田声優学院第9期卒業生。
オフィス薫、ぷろだくしょん★A組を経て、2022年4月1日付で所属していたプロ・フィットが同年3月末を以てマネジメント事業を終了したことに伴い、ラクーンドッグへ移籍。

## 人物
方言は関西弁 。
趣味は考古学とゲームと剣道。特技は料理である 。自動車の運転免許を持っている。

## 出演
太字はメインキャラクター。

### テレビアニメ
1997年
- スレイヤーズ シリーズ（1997年 - 2009年、つぼの怪物たち、半魚人B、コックB、客B）- 3シリーズ

1998年
- DTエイトロン（DTウルフ）
- ヨシモトムチッ子物語（オカムラバエ）
- ロスト・ユニバース（手下達、テロリストC）

1999年
- 宇宙海賊ミトの大冒険（ニボール、クガク）- 2シリーズ
- 週刊ストーリーランド（ブラックマーケット3）

2000年
- 忍たま乱太郎（2000年 - 2025年、三黄丸〈初代〉、雲鬼〈3代目〉 他）

2001年
- 犬夜叉（村人、野盗）
- 格闘料理伝説ビストロレシピ（サタンターン）
- 名探偵コナン（藤浩太）

2003年
- R.O.D -THE TV-（スタッフA）
- ぽぽたん（客C）

2004年
- GIRLSブラボー first season（ワニ）
- ケロロ軍曹（2004年 - 2009年、不良、村人）
- ごくせん（笑いの先生）
- 砂ぼうず（兵、パーラー店主）
- 小さい潜水艦に恋をしたでかすぎるクジラの話（太田）

2005年
- SHUFFLE!（医師）

2006年
- 韋駄天翔（市長）
- エンジェル・ハート（料理長）
- 銀河鉄道物語 〜永遠への分岐点〜（ランペイジ）
- ぜんまいざむらい（十万屋万之助、辻だじゃれ　他）
- ブラック・ジャック（大使）
- 吉宗（越後屋）
- RED GARDEN（ロベール）

2007年
- おとぎ銃士 赤ずきん（村人）

2008年
- のらみみ（手紙の男、トーマス）- 2シリーズ

2009年
- WHITE ALBUM（店員）
- ミチコとハッチン（警官）

2010年
- ダンス イン ザ ヴァンパイアバンド（記者A）

2013年
- 黒魔女さんが通る!!（黒鳥伊蔵）
- ワルキューレロマンツェ（店員）

2014年
- ドラえもん（テレビ朝日版第2期）（2014年 - 2018年、ノビークス、オクト、侍B、おじさん）
- 六畳間の侵略者!?（ハチ）

2015年
- ふうせんいぬティニー（ムー）

2016年
- クレヨンしんちゃん（警官）

2017年
- Wake Up, Girls! 新章（姫麻呂）

2019年
- BORUTO-ボルト- -NARUTO NEXT GENERATIONS-（道頓堀クーイ）

2020年
- マギアレコード 魔法少女まどか☆マギカ外伝（鶴乃の父）

2022年
- 東京24区（ガーター）

2023年
- 16bitセンセーション ANOTHER LAYER（ブルーベル社長）

### 劇場アニメ
2002年
- 犬夜叉 鏡の中の夢幻城（妖怪）

2006年
- 超劇場版ケロロ軍曹（男）

2008年
- 超劇場版ケロロ軍曹3 ケロロ対ケロロ天空大決戦であります!（訓練兵）

2009年
- 超劇場版ケロロ軍曹 撃侵ドラゴンウォリアーズであります!（密猟者）

2012年
- 009 RE:CYBORG（006：張々湖）

2014年
- パロルのみらい島（ノッポ）

### OVA
- 勇者指令ダグオン 水晶の瞳の少年（1997年、カファール隊）
- 真（チェンジ!!）ゲッターロボ 世界最後の日（1998年、パイロット、アナウンス）

### ゲーム
2001年
- リリーのアトリエ 〜ザールブルグの錬金術士3〜（クルト・フローベル）

2004年
- テイルズ オブ リバース（ドルンブ）

2005年
- サムライスピリッツ 天下一剣客伝（妖怪腐れ外道、祭囃子双六）

2008年
- アルカナハート2（魔術師マーリン）

2009年
- 斬死刃留（地蟲、緋玄四鴎、ハギワラ）

2010年
- うたてめぐり（栃ノ木一馬）

2017年
- お家に帰るまでがましまろです（狭山寛三郎）

2019年
- ドラゴンクエストXI 過ぎ去りし時を求めて S（デク）

2023年
- 信長の野望 出陣（塚原卜伝）

### ドラマCD
- いつか天魔の黒ウサギ2 〜<<月>>が昇る昼休み〜（校長）
- 歓楽の都（係官）
- 可愛気。（徳さん）
- これはゾンビですか?（オランウータン[19]）
- 私立翔瑛学園男子高等部 倉科先生の受難（校長[20]）
- 鉄道むすめ 〜鉄道制服コレクション〜 ドラマCD 第1巻（乗客）
- 特別レッスンは真夜中に（淳也の父）
- FLESH&BLOOD（トマス・ウォード）
- マギアレコード 魔法少女まどか☆マギカ外伝 Music Collection 録り下ろしボイスドラマ「うん、水徳湯に行こう！」（2018年、鶴乃の父親）
- 勇者王ガオガイガー スペシャルドラマ4 〜ID5は永遠に…〜（居酒屋店員B）

### 吹き替え

#### 映画
- ANIMAL PLANET SAFARI
- イヴのすべて（ジュンモ）
- エンジェル
- スカーレット・レター（刑事）
- ザ・クロッシング（ベビーフット）
- ザ・プラクティス ボストン弁護士ファイル（クルーシャンク）
- 新ゾンビ
- 陽だまりのグラウンド
- フェリシティの青春
- ホーム・アローン3（ロジャースFBI捜査官〈パット・ヒーリー〉）※フジテレビ版
- ラブ・オブ・ザ・ゲーム
- 霊幻道士・キョンシーマスター（アファン）
- レッド・スコルピオン2
- ロード・オブ・ザ・リング
- ワイルドスピードX2（スラップ・ジャック）

#### アニメ
- CARTOON CATOON SHORTS〜イー・ハーとドゥー・ダー（ドゥー・ダー）
- キング・オブ・ザ・ヒル（バークレー）
- Sheeep（スパイク）
- ミスターディンク（ミスターディンク）

### ナレーション
- 多摩川競艇インフォメーション
- サムライX（番宣）
- TSUTAYA（店頭プロモーション）
- KENWOOD（ラジオCM）
- 美酒爛漫（ラジオCM）